# 176-я стрелковая дивизия (1-го формирования)
176-я стрелковая дивизия — воинское соединение Вооружённых Сил СССР, принимавшее участие в Великой Отечественной войне.
Полное наименование: 176-я стрелковая Краснознамённая дивизия.

## История
Сформирована в 1939 году на базе подразделений 30-й стрелковой дивизии (по другим данным — на базе 123 сп 41-й стрелковой дивизии) с дислокацией в городе Никополь в Киевском Особом военном округе. Принимала участие в Польской кампании в сентябре-октябре 1939 года в составе 36-го стрелкового корпуса Украинского фронта.
На 22.06.1941 года дислоцировалась в Бельцах, прикрывала 100-километровый рубеж от Скулян до Лопатник, к вечеру 22.06.1941 года подошла к реке Прут и вступила в бой с уже переправившимися вражескими частями. Отошла на рубеж Рышканы, затем вела оборонительные бои 05-07.07.1941 года в районе города Бельцы, отступила за реку Днестр, вела бои в районе Кишинёва.
На 11.07.1942 части 176 сд в составе 12-й армии Южного фронта оборонялись в районе сёл Черкасское (ныне Зимогорье) и Михайловка, примерно в 30 км западнее г. Ворошиловград (Луганск). 15.07.42 части дивизии начали отступление в направлении городов Ворошиловград, Новошахтинск (20.07.42), Шахты (21.07.42). Отступление проходило недостаточно организованно. Некоторые подразделения оказывали сопротивление, находясь в полном окружении вплоть до 23.07.1942, когда войска фронта отошли к г. Ростову-на-Дону.
На 25.07.1942 года стояла в обороне на берегах Дона, в его нижнем течении. Отступала с боями через Армавир и дальше — в Чечено-Ингушетию, воевала под Каховкой, Мелитополем, Темрюком, Минеральными Водами. Заняла оборону на Тереке.
В конце 1942 года на Закавказском фронте дивизия вела успешные боевые действия на оборонительном этапе битвы за Кавказ, отличилась при контрударах под Моздоком и Орджоникидзе, за что была награждена орденом Красного Знамени (награждение воинских частей за отличия в оборонительных операциях было очень редким случаем).
В январе 1943 года, дивизию через Баку, Тбилиси и Сухуми перебросили к Геленджику (Кабардинка). 22.02.1943 года дивизия была высажена на Малую Землю, приняла участие в освобождении Новороссийска, Новороссийско-Таманской наступательной операции
09.10.1943 года преобразована в 129-ю гвардейскую стрелковую дивизию

## Подчинение
- Южный фронт, 9-я армия, 35-й стрелковый корпус — на 22.06.1941 года
- Южный фронт, 9-я армия, 48-й стрелковый корпус — на 09.07.1941 года
- Южный фронт, 9-я армия — на 01.10.1941 года
- Южный фронт, 12-я армия — на 01.01.1942 года
- Южный фронт, фронтовое подчинение — на 01.04.1942 года
- Южный фронт, 12-я армия — на 01.07.1942 года
- Закавказский фронт, Северная группа войск 9-я армия — на 01.10.1942 года
- Закавказский фронт, Северная группа войск 58-я армия — на 01.01.1943 года
- Закавказский фронт, Северная группа войск 18-я армия, 20-й стрелковый корпус — с января 1943 года
- Северо-Кавказский фронт, 18-я армия — на 01.04.1943 года — до преобразования.

## Состав
- 389-й (109-й) стрелковый полк
- 404-й стрелковый полк
- 591-й стрелковый полк
- 299-й (6, 218 ап) гвардейский артиллерийский полк (с 20.02.1942)
- 300-й артиллерийский полк (до 25.10.1941)
- 380-й гаубичный артиллерийский полк (до 14.10.1941)
- 188-й отдельный истребительно-противотанковый дивизион
- 433-я зенитная артиллерийская батарея (203-й отдельный зенитный артиллерийский дивизион) — до 07.05.1943
- 128-я разведывательная рота (128-й разведывательный батальон)
- 166-й сапёрный батальон
- 197-й отдельный батальон связи (1450-я отдельная рота связи)
- 141-й медико-санитарный батальон
- 12-я отдельная рота химический защиты
- 152-й автотранспортный батальон
- 287-й дивизионный ветеринарный лазарет
- 264-я полевая хлебопекарня (103-й полевой армейский хлебозавод)
- 1555-я (451-я) полевая почтовая станция
- 288-я полевая касса Госбанка

## Командование

### Командиры
- Аверин, Дмитрий Васильевич (09.1939 — 11.1939), полковник
- Марцинкевич, Владимир Николаевич (16.07.1940 — 18.07.1942), полковник, с 09.11.1941 генерал-майор
- Рубанюк, Иван Андреевич (19.07.1942 — 13.10.1942), полковник
- Глаголев, Василий Васильевич (14.10.1942 — 19.11.1942), полковник
- Бушев, Сергей Михайлович (20.11.1942 — 09.10.1943), полковник, с 21.04.1943 генерал-майор

### Заместители командира
- … по донесению пропал без вести . В документах 3-го моторизованного корпуса вермахта Архив NARA T-314. R-186. F-1083 есть сведения о допросе 12.10.1941 в ГФП 626 плененного комиссара 176 сд.
- Фесенко, Ефим Васильевич (??.07.1943 — 09.10.1943), подполковник
- Донец, Александр Алексеевич (10.10.1943 — ??.11.1943), подполковник

### Военные комиссары
- Филев, Григорий Карпович (? — 08.10.1941)

## Награды
| Награда (наименование) | Дата                 | За что получена |
| ---------------------- | -------------------- | --- |
| орден Красного Знамени | 13 декабря 1942 года | За образцовое выполнение заданий командования на фронте борьбы с немецкими захватчиками, проявленные при этом доблесть и мужество. (Успешные боевые действия дивизии на оборонительном этапе битвы за Кавказ при контрударах под Моздоком и Орджоникидзе) |

## Воины дивизии
- Дурды Курбан, командир стрелкового отделения 389-го стрелкового полка, младший сержант Герой Советского Союза. Звание присвоено 09.11.1941 года за отвагу в бою 27.07.1941 года. (будучи тяжело раненым, поднял отделение в очередную атаку)
- Овчаренко, Дмитрий Романович (1919-28.01.1945), ездовой пулемётчик роты 389-го стрелкового полка, красноармеец Герой Советского Союза. Звание присвоено 09.11.1941 года за отвагу в бою 13.07.1941 года (доставляя боеприпасы, один вступил в бой со вражеской группой, уничтожив до 20 солдат)